# Герб Канева
Герб Ка́нева — офіційний символ міста Канева затверджений 7 грудня 1999 року рішенням № 138 XIII сесії міської ради XXIII скликання. 
Автори — А. Пендюра, А. Самков, О. Толкушин, І. Ренькас, О. Білик.

## Опис
У лазуровому полі на срібному пагорбі давньоруський ратник XII століття, у срібному обладунку, червоній накидці, чоботах і рукавицях, із мечем у червоних піхвах та червоним щитом, тримає правицею бойову сокиру з довгим держаком. Щит обрамований декоративним картушем і увінчаний срібною міською короною з трьома вежами.
Герб міста опрацьовано на підставі давнішого знака XVIII—XIX століть, який підкреслює існування Канева вже у XII столітті. 
Художник Корж Борис Іванович

## Історія
Старовинний герб Канева донедавна не був відомим. Найдавніші звістки про міський герб сягали 1792 року, коли урядом Речі Посполитої затверджено зображення озброєного списом воїна на пагорбі. А проте одне з головних козацьких міст мало герб значно давніший. На печатці 1605 року, яку було виявилено не так давно, викарбувано класичний для козацької геральдики сюжет – напнутий лук зі стрілою.

### Герб російського періоду
Герб російського періоду затверджений 26 грудня 1852 року. У горішній частині перетятого щита герб Київський; у долішній — в чорному полі Руський ратник XII століття. Щит увінчаний срібною міською короною з п'ятьма вежами.